# یکبار دیگر (مجموعه تلویزیونی)
یکبار دیگر (انگلیسی: Once Again; کره‌ای: 한 번 다녀왔습니다) یک مجموعهٔ تلویزیونی کره جنوبی سال ۲۰۲۰ با بازی لی سانگ یوب و لی مین جونگ است. این مجموعه از ۲۸ مارس تا ۱۳ سپتامبر ۲۰۲۰، روزهای شنبه و یکشنبه ساعت ۱۹:۵۵ تا ۲۱:۱۵ (کی‌اس‌تی) از کی‌بی‌اس۲ پخش شد.

## خلاصه داستان
سونگ یونگ دال (چون هو جین) و جانگ اوک بون (چا هوا یون) سال هاست که ازدواج کرده‌اند و دارای چهار فرزند (یک پسر و سه دختر) هستند: جون سون (اوه ده هوان)، گا هی (اوه یون آه)، نا هی (لی مین جونگ) و دا هی (لی چو هی).
فرزند سوم، نا هی یک پزشک است و او با همسرش دکتر یون گیو جین (لی سانگ یوب) در همان بیمارستان کار می‌کند. آنها در دوران تحصیل پزشکی عاشق شدند و ازدواج کردند، اما زندگی زناشویی آنها چندان خوب پیش نمی‌رود. در همین حال، فرزند اول جون سون (اوه ده هوان) و فرزند دوم گا هی (اوه یون آه) هر دو مطلقه هستند و با والدین خود زندگی می‌کنند. کوچک‌ترین کودک دا هی به عنوان کارآموز در یک شرکت کار می‌کند.

## بازیگران

### اصلی
- چون هو جین در نقش سونگ یونگ دال
- چا هوا یون در نقش جانگ اوک بون
- لی مین جونگ در نقش سونگ نا هی — فرزند سومِ یونگ دال و اوک بون، یک پزشک کودکان.
- لی سانگ یوب در نقش یون گیو جین — شوهر نا هی، یک پزشک داخلی.